# Jacques II Goyon de Matignon
Pour les autres membres de la famille, voir Famille de Goüyon.
Jacques II Goyon, seigneur de Matignon, né le 26 septembre 1525 à Lonrai, en Normandie, dans l'actuel département de l'Orne, et mort le 27 juillet 1598 au château de Lesparre, dans le Médoc, est un militaire et un homme politique français du XVIe siècle. Il fut maréchal de France, lieutenant-général de Normandie, maire de Bordeaux, poste auquel il succéda à son ami Michel de Montaigne, et gouverneur de Guyenne.

## Biographie
Jacques II Goyon de Matignon, comte de Torigni, prince de Mortagne-sur-Gironde, était le fils de Jacques Ier Goyon de Matignon (1497-1537), panetier du roi, et d'Anne de Silly, dame de Lonrai, fille de Jacques-François de Silly, chevalier de Silly.

### Carrière militaire
Entré fort jeune dans la carrière des armes, il a été de tous les combats sous le roi Henri II. Il fit ses premières armes à la conquête des Trois-Évêchés (Metz, Toul et Verdun) en 1552, et à la bataille de Saint-Quentin, où il fut fait prisonnier.
En 1559, Catherine de Médicis lui fit donner la lieutenance générale de la Basse-Normandie. Gouverneur d’Alençon en 1561, il s’est interposé entre les catholiques et les protestants de la ville. Pendant les guerres de Religion, il sut toujours maintenir l'autorité royale contre les factieux, et se fit estimer des catholiques qu'il commandait, et des protestants qu'il combattait avec succès, mais sans cruauté.
Pendant cette époque troublée, il lutta efficacement contre les armées protestantes. Charles IX l'avait prié de rétablir la paix en Normandie, ce qu'il fit. Il battit les Anglais devant Falaise en 1563 et se distingua aux combats de Jarnac et de Moncontour en 1569.
Lors de la Saint-Barthélemy, il est l'un des rares gouverneurs à avoir exécuté avec fidélité les ordres de Charles IX en protégeant les protestants à Saint-Lô et à Alençon .
Henri III le fait maréchal de France en 1579 pour avoir capturé Gabriel de Montgomery à l'occasion du complot des Malcontents, puis chevalier de l'ordre du Saint-Esprit, qu'il venait de créer l'année précédente, en 1578.
Lorsqu'il fut nommé gouverneur de Guyenne en 1584, Matignon eût à faire face à la Ligue. L'influence du Parlement de Bordeaux avait entraîné une partie du pays dans la Ligue. Le Maréchal de Matignon sut maintenir à Bordeaux l'autorité royale, mais les ligueurs, retranchés dans la citadelle de Blaye, désolèrent les rives de la Gironde pendant cinq ans après l'avènement de Henri IV au trône de France, et c'est seulement par composition que la place fut rendue au roi.
En 1586 et 1587, il défit les huguenots en plusieurs rencontres, finit par se ranger aux côtés de Henri IV, au sacre duquel il remplit les fonctions de connétable.
Matignon a servi fidèlement, pendant une des périodes les plus pénibles de l’histoire de France, celle des guerres de Religion, cinq rois et une reine : Henri II, Catherine de Médicis, François II, Charles IX, Henri III et enfin Henri IV, donnant un bel exemple de loyalisme.

### Mariage et descendance
Le 2 mai 1558, il épouse Françoise de Daillon du Lude, fille aînée de Jean II de Daillon, comte du Lude, gouverneur de Poitou et sénéchal de Rouergue et d'Anne de Batarnay. 
Il eut cinq enfants :
- Odet de Goyon Matignon, comte de Torigni (1559 † 7 août 1595)
- Lancelot Goyon de Matignon, seigneur de Lonray
- Charles de Goyon, seigneur de Matignon, comte de Torigni (1564 † 9 juin 1648)
- Gillonne de Goyon Matignon († 20 décembre 1641), mariée en 1578 avec Pierre d'Harcourt, baron, puis marquis de Beuvron, baron de Creully, seigneur de Fresney le Puceux (1550 - Caen, 1627) ; tous deux étaient inhumés dans l'église de Beuvron en Auge ; Parents de François II d'Harcourt-Beuvron, père de François III, père du duc Henri, père du maréchal-duc François IV (Sissi est dans sa descendance) ;
- Anne de Goyon Matignon, épouse d'Hervé de Carbonnel (1558 † 1625), officier dans les troupes d'Henri IV, puis gouverneur d'Avranches

## Armoiries
| Figure | Nom du prince et blasonnement              |
|        | D'argent au lion de gueules couronné d'or. |